# Tombstone (tipografia)
Il tombstone (che dalla lingua inglese significa "lapide") o halmos è un simbolo tipografico usato in matematica per segnare la fine di una dimostrazione (in alternativa alla sigla "Q.E.D.", abbreviazione del latino quod erat demonstrandum), e nelle riviste come simbolo per segnare la fine di un articolo.
In Unicode è rappresentato dal carattere ∎ (U+220E, end of proof, HTML &#8718;). L'aspetto grafico è variabile, può essere un quadrato o un rettangolo, pieno o vuoto. In LaTeX il simbolo è inserito automaticamente alla fine di un ambiente \begin{proof} ... \end{proof} (definito nel package amsmath), e può essere inserito con il comando \qedsymbol oppure \qed (nel secondo caso con allineamento a destra).
Il simbolo è anche chiamato halmos, in quanto introdotto in contesto scientifico dal matematico Paul Halmos, che aveva tratto l'idea osservando che il simbolo era già usato in alcune riviste per indicare il termine di un articolo. Egli scrive nelle sue memorie:
(Paul R. Halmos, I Want to Be a Mathematician)